# فرودگاه گلدوین زتل ممریال
فرودگاه گلدوین زتل ممریال (به انگلیسی: Gladwin Zettel Memorial Airport) یک فرودگاه همگانی با کد یاتا GDW است که یک باند فرود آسفالت دارد و طول باند آن ۱۴۳۳ متر است. این فرودگاه در کشور ایالات متحده آمریکا قرار دارد و در ارتفاع ۲۳۷ متری از سطح دریا واقع شده‌است.